# Saint-Sulpice (Haute-Saône)
Saint-Sulpice é uma comuna francesa na região administrativa de Borgonha-Franco-Condado, no departamento de Alto Sona. Estende-se por uma área de 3,53 km². Em 2010 a comuna tinha 131 habitantes (densidade: 37,1 hab./km²).